# معرين (أعزاز)
معرين قرية سوريّة تتبع إداريّاً لمحافظة حلب منطقة أعزاز تقع شمالي مدينة أعزاز  على بعد مسافة 3 كم ، بلغ تعداد سكانها 2500 نسمة حسب التعداد السكاني لعام 2020. أغلب سكانها من أصول تركمانية وبعض الآخر من الأكراد .